# Étienne-Félix Berlioux
Pour les articles homonymes, voir Berlioux.
Étienne François, dit Étienne-Félix, Berlioux, né le 22 septembre 1828 au Bourg-d'Oisans et mort le 21 juin 1910 à Lyon, est un géographe français.

## Biographie

### Jeunesse et famille
Étienne-Félix Berlioux naît le 22 septembre 1828 au Bourg-d'Oisans. Il a une sœur. Dans sa jeunesse, il étudie notamment au petit séminaire du Rondecuc à Grenoble.

### Historien et géographe
Il donne d'abord des cours particuliers, puis devient professeur de collège à Gap (Hautes-Alpes) et de lycée à Bourg-en-Bresse (Ain), puis au lycée de Lyon en 1865 (ou 1870) — il est alors professeur d'histoire — ; en parallèle, il continue à étudier — notamment en autodidacte — et obtient la licence ès-lettres, puis l'agrégation. En 1871, la ville de Lyon crée des cours municipaux du soir, comprenant notamment des cours de géographie qu'ils confient à Étienne-Félix Berlioux,. À partir de 1874, il devient professeur de géographie à la Faculté des Lettres de Lyon après avoir soutenu ses deux thèses de doctorat, l'une sur l'explorateur et négociant André Brue et l'autre sur la géographie de Ptolémée,. Peu de chaires d'enseignement étaient alors dédiées à la géographie, mais, après la guerre franco-allemande de 1870, la France ayant constaté son retard en la matière par rapport à l'Allemagne, cette science devient une discipline enseignée en tant que telle et davantage de cours sont proposés. Le professeur Berlioux est parmi les personnes qui pensent qu'il est important d'étendre et vulgariser l'enseignement de la géographie dans la société française. Étienne-Félix Berlioux est considéré comme un professeur ayant une manière d'enseigner originale, très appréciée de ses élèves ; la géographie telle qu'il la considère s'appuie sur la topographie et comprend notamment des éléments de géologie, météorologie, climatologie, étude des sociétés humaines, histoire naturelle, activités humaines, tandis qu'il crée et adopte aussi de nouvelles méthodes d'enseignement. Selon le géographe Maurice Zimmerman, « Son grand mérite fut particulièrement de rendre le rôle presque exclusif qui revient aux cartes dans l'étude et dans l'enseignement de la géographie et notamment aux cartes en courbes de niveau ». Toutefois, malgré les éloges sur son travail, il est aussi considéré comme pouvant être dogmatique. En 1888, les cours municipaux du soir sont supprimés quelques mois par la ville de Lyon, puis remis en route, mais sans celui de géographie. L'année suivante, Étienne-Félix Berlioux, âgé de 61 ans, démissionne de sa chaire à la Faculté de Lyon. Il poursuit cependant ses recherches et publie plusieurs études.
Il est l'un des fondateurs de la Société de géographie de Lyon en 1873 (il écrit de nombreux articles dans le Bulletin de la Société),, et de la section lyonnaise du Club alpin français en 1874-1875 — section dont il sera président en 1887-1888 — il s'intéresse notamment à la recherche scientifique permise dans ce contexte,.
Le 7 juin 1881, il devient membre de l'Académie des sciences, belles-lettres et arts de Lyon. Il est à la fin du XXe siècle surtout connu pour son ouvrage, Les Atlantes, mentionné par l'écrivain français Pierre Benoit dans le roman L'Atlantide.

### Mort
Il meurt le 21 juin 1910 à Lyon, et est enterré au Bourg-d'Oisans.

## Publications

### Œuvres textuelles
- La Traite orientale : histoire, 1870[6] (traduit en anglais et publié en 1872 : The Slave-Trade in Africa in 1872, principally carried on for the supply of Turkey, Egypt, Persia and Zanzibar, by Étienne-Felix Berlioux,... From the French, with a preface by Joseph Cooper[7],[8],[2]) (et 1890[2]), publication ultérieure en français en 1976[7]
- Organisation de la défense nationale, 1870[7]
- Les Précautions urgentes de salut, 1871[7]
- André Brue et l'Origine de la colonie française du Sénégal, 1874[7],[2] — thèse pour le doctorat ès-lettres[2]
- Doctrina Ptolemaei ab injuria recentiorum vindicata, sive Nilus superior et Niger verus, hodiernus Echirren, ab antiquis explorati, opus, tabulis instructum, 1874[7],[2] — thèse en latin pour le doctorat ès-lettres, à propos des travaux géographiques de Ptolémée[2]
- Les Anciennes explorations et les futures découvertes de l'Afrique centrale, 1879[6]
- Lecture de la carte de France : le Jura[6], 1880[7],[2],[4]
- Les Atlantes, histoire de l'Atlantis et de l'Atlas primitif, ou Introduction à l'histoire de l'Europe[7], 1883[6],[2],[4]
- « La Terre habitable vers l'équateur, par Polybe », 1884[7],[2]
- « À la recherche de la Nation et de la Cité des Hyperboréens », « Bulletin de la Société de Géographie de Lyon », septembre 1890[7]
- Le premier voyage des Européens dans l'Asie centrale et le pays des Sères, 1898[9]
- Le Tibet et le champ géographique du Bouddhisme[10],[6], 1905[2]
- L'Abyssinie et sa mission (tiré à peu d'exemplaires ; traduit et publié en Abyssinie)[2],[à vérifier]

### Œuvres cartographiques
Étienne-Félix Berlioux a publié plusieurs cartes et croquis de cartes de différentes régions géographiques,.